# Phra Yuen (huyện)
Phra Yuen (tiếng Thái: พระยืน) là một huyện (amphoe) của tỉnh Khon Kaen, đông bắc Thái Lan.

## Lịch sử
Tiểu huyện (king amphoe) Phra Yuen đã được thành lập vào ngày Tháng 10 năm 18 1976 thông qua việc tách 3 tambon Phra Yuen, Phra Bu và Ban Ton từ Mueang Khon Kaen district. Ngày 1 tháng 1 năm 1988, tiểu huyện đã được nâng thành huyện.

## Địa lý
Các huyện giáp ranh (từ phía bắc theo chiều kim đồng hồ): Ban Fang, Mueang Khon Kaen, Ban Haet và Mancha Khiri.

## Hành chính
Huyện này được chia ra thành 5 phó huyện (tambon), các đơn vị này lại được chia thành 46 làng (muban). Có hai thị trấn(thesaban tambon) - Ban Ton covers the full tambon Ban Ton, và Phra Yuen nằm trên một phần của tambon Phra Yuen. Có 4 Tổ chức hành chính tambon.
| STT. | Tên        | Tên Thái | Số làng | Dân số |  |
| ---- | ---------- | -------- | ------- | ------ |  |
| 1.   | Phra Yuen  | พระยืน    | 15      | 12.500 |  |
| 2.   | Phra Bu    | พระบุ     | 8       | 4.378  |  |
| 3.   | Ban Ton    | บ้านโต้น   | 6       | 6.540  |  |
| 4.   | Nong Waeng | หนองแวง  | 8       | 4.917  |  |
| 5.   | Kham Pom   | ขามป้อม   | 9       | 5.729  |  |